# Senefelderplatz (tunnelbanestation)
Senefelderplatz är en tunnelbanestastion vid torget Senefelderplatz i stadsdelen Prenzlauer Berg, Berlin, uppkallad efter uppfinnaren av tryckteknik inom litografi, Alois Senefelder. Stationen öppnade 1923 och är designad av svensken Alfred Grenander. Kulturcentrumet Pfefferberg samt Tysklands största synagoga Rykestrasse synagoga ligger alldeles i närheten av stationen. En utgång är under Schönhauser Allee samt en vid Senefelderplatz.

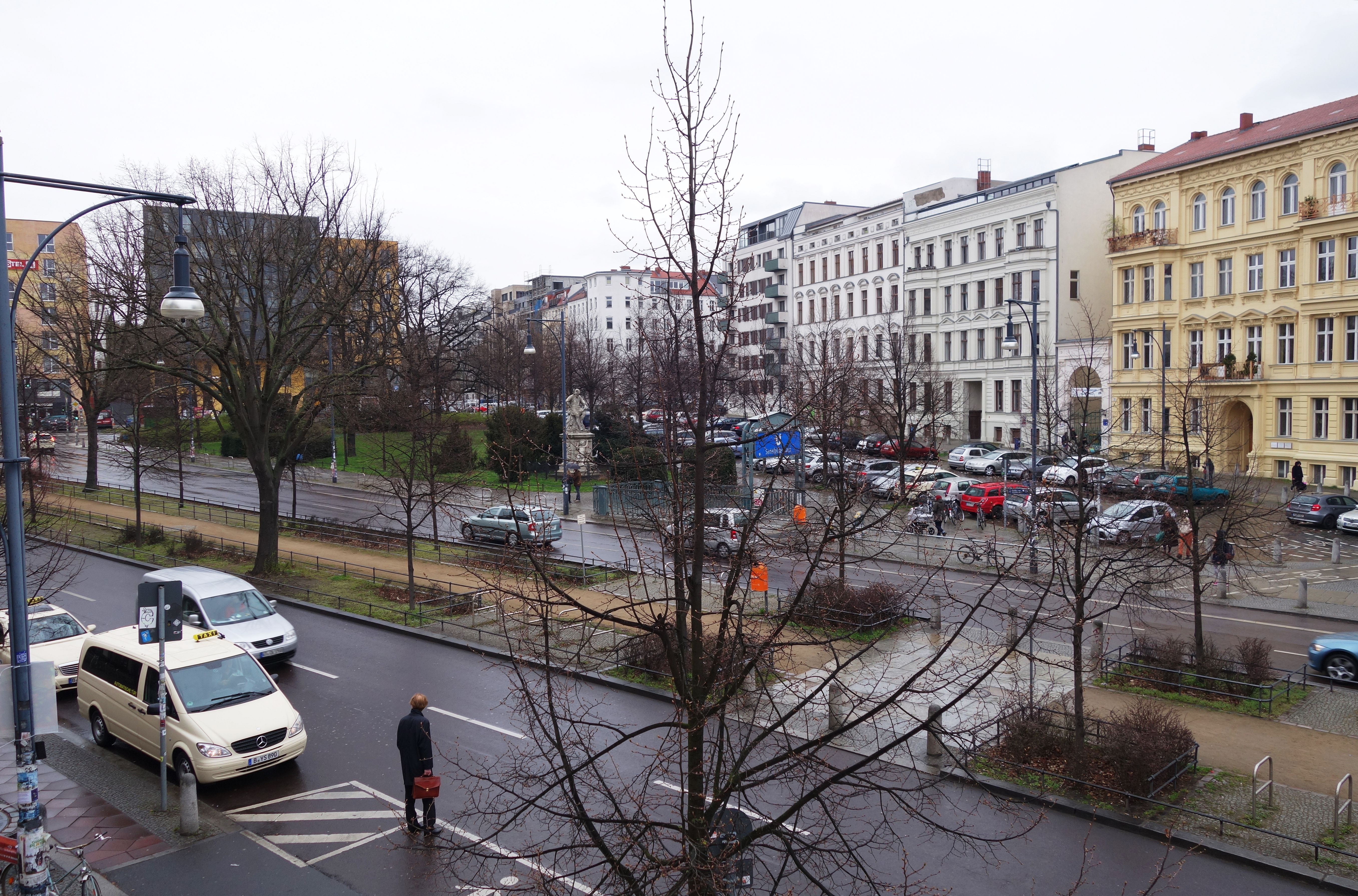
Senefelderplatz
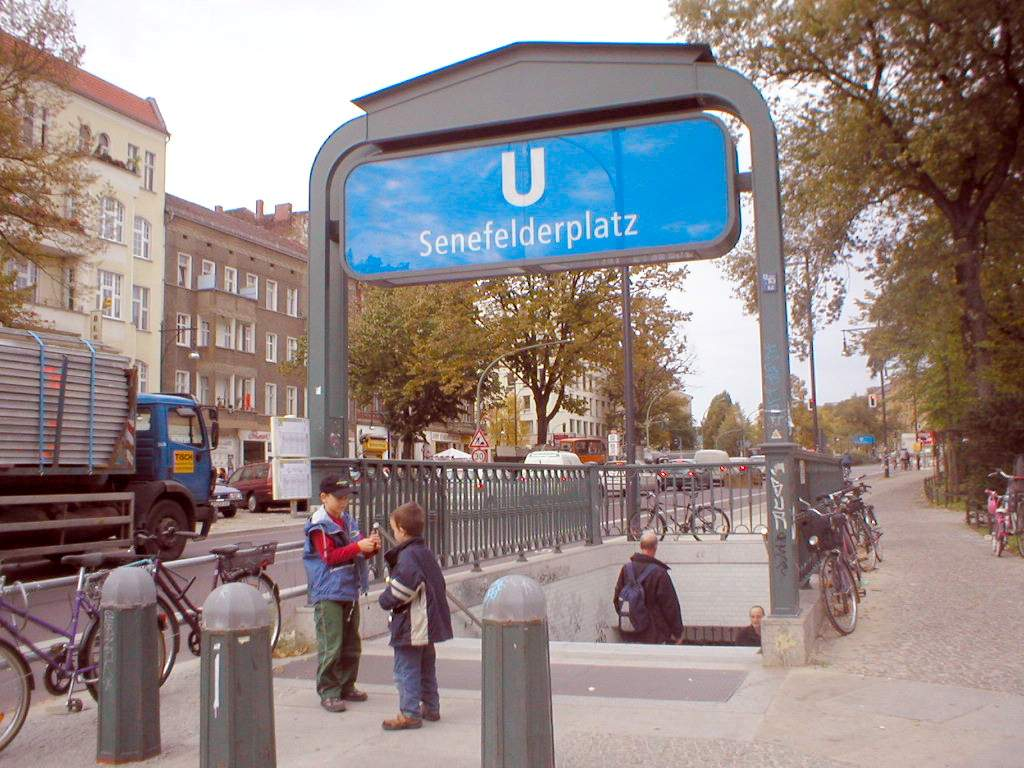
Södra entrén vid Senefelderplatz.
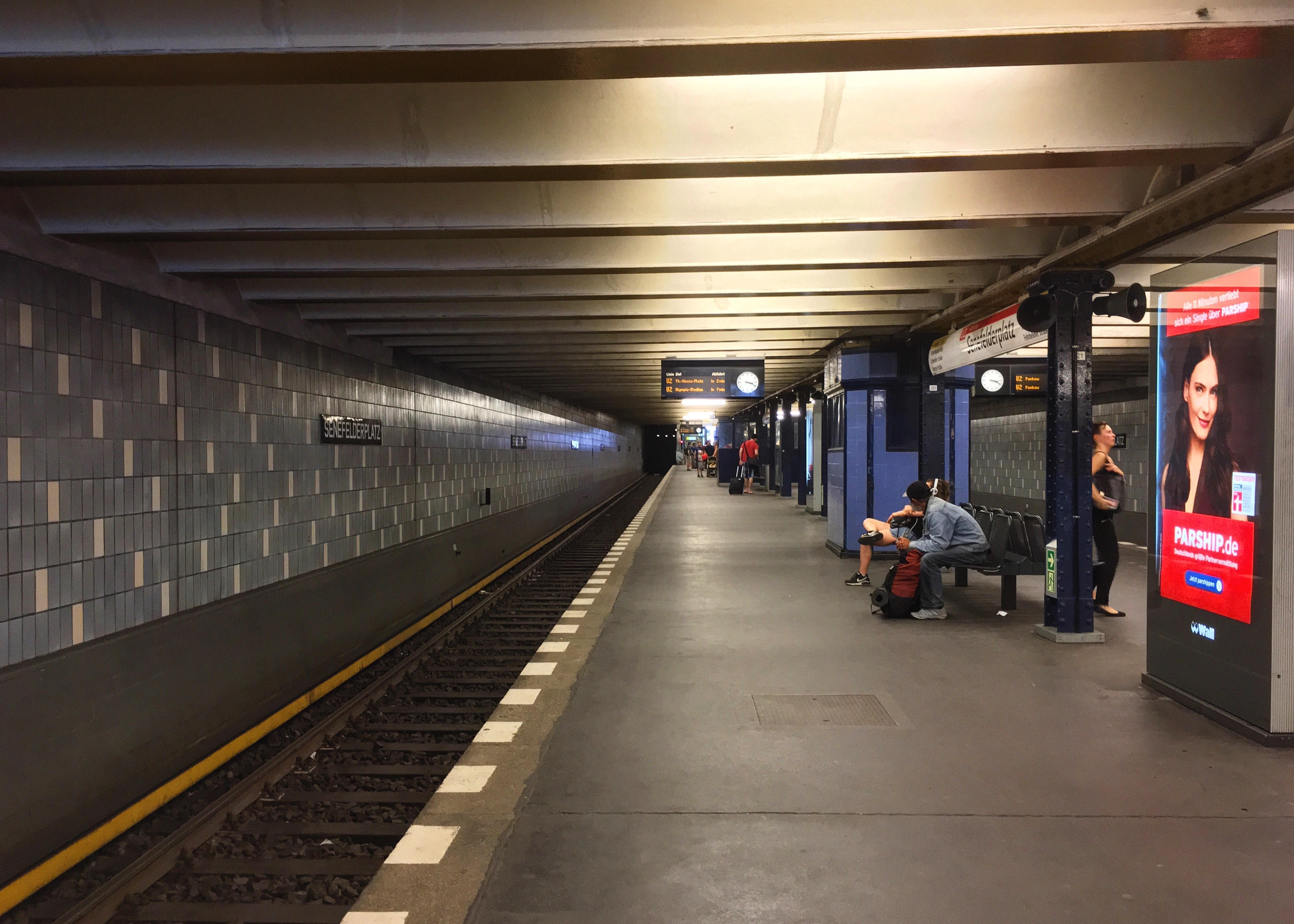
Perrongen